# Julián Vásquez Calle
Julián Vásquez Calle (Angostura, 7 de enero de 1809-Medellín, 24 de junio de 1884) fue un político y banquero colombiano, que fue en dos ocasiones gobernador encargado de Antioquia. 

## Biografía
Nacido en la población de Angostura cuando esta formaba parte del Virreinato de la Nueva Granada, en 1809, era hijo de Miguel Francisco Vásquez Montoya y de María Antonia Calle Arango. Realizó sus primeros estudios en la población de Santa Rosa de Osos, bajo la dirección del respetado educador de Lorenzo Berrío Hernández, padre del gobernador Pedro Justo Berrío. Desde joven quedó huérfano, por lo que fue acogido por su hermana Bárbara y luego por su hermano, el también banquero, Pedro Vásquez Calle, quien sería por muchos años su principal socio comercial.  
En 1834 se convirtió en el administrador de la mina La Constancia, de Anorí, y en 1840 se radicó en Medellín. Para 1845 se trasladó a Europa, donde se interesó en el sector financiero, haciendo contactos y trayendo a Colombia a los financieros Enrique Hausler de Alemania y Alejandro Johnson de Inglaterra, ambos los cuales dejaron una gran descendencia en el país. Después inició sus negocios como accionista de la Fundidora de Sitio Viejo, con sede en Titiribí, y luego del Cementerio San Pedro. Pronto sus inversiones  en minería y comercios se expandieron de Medellín a Bogotá, alcanzando un carácter nacional. Se asoció con Carlos Segismundo de Greiff Pomp para explotar las minas del oriente de Antioquia. En 1856 estableció junto con su sobrina Enriqueta Vásquez Jaramillo, hija de Pedro y esposa del presidente Mariano Ospina Rodríguez, una red de comercio de mercancías entre Colombia y Guatemala. En 1865 formó junto con los empresarios Víctor Callejas, Manuel Puerta Ortega, Vicente B. Villa, Pedro Bouhot, Mariano Uribe Fernández, Alejandro López y Manuel Santamaría Barrientos la Empresa de Transportes de Islitas. 
Entre 1865 y 1870 vivió en Guatemala, acompañando en su exilio a la familia Ospina Vásquez de su sobrina. Allí estableció grandes e importantes redes comerciales principalmente basadas en la agricultura y comercio de café. Amigo personal y socio comercial de Ospina Rodríguez, emprendieron distintas empresas de comercio y colonización, como la empresa “Ospina, Vásquez y Jaramillo", hecha en conjunto con Antonia Jaramillo, cuñada de Julián, fundada en 1866 con un capital de $17.134 pesos. En 1878 fue uno de los fundadores del Banco de Colombia en Guatemala. También tuvo inversiones en la Compañía Minera de Antioquia, el Banco de Antioquia, el Banco Industrial de Manizales y el Banco del Progreso de Medellín. 
En el aspecto político fue elegido sucesivamente a la Cámara Provincial de Antioquia, más precisamente en 1836, 1853, 1855, 1858 y 1861, elegido al Concejo de Medellín en 1870, 1874 y 1878, elegido Senador de la República en 1845, 1849 y 1853 (puesto desde el cual se convirtió en el mayor detractor de José María Facio Lince), gobernador encargado de Antioquia entre febrero y julio de 1844, siendo gobernador el general Juan María Gómez, y en una segunda ocasión entre agosto y septiembre de 1864, siendo Pedro Justo Berrío presidente del Estado Soberano de Antioquia, y fue uno de los intermediarios, junto con su yerno Recaredo de Villa, que alivió las tensiones entre el gobierno federal de Manuel Murillo Toro y el gobierno estatal de Pedro Justo Berrío. Aunque fuerte detractor del liberalismo, formó parte de la corriente conciliadora del conservadurismo. 
Casado en 1829 con María Antonia Barrientos Zulaibar, hija de un millonario empresario minero de Santa Rosa de Osos. De entre los 10 hijos nacidos de esta unión destaca José Miguel Vásquez Barrientos, quien también sería gobernador de Antioquia entre 1893 y 1894.  